# 點紋銀鮈
點紋銀鮈（学名：Squalidus wolterstorffi）为輻鰭魚綱鯉形目鲤科銀鮈屬的鱼类，於1908年由查爾斯·泰特·里根描述。分布于亞洲中國，體長可達10公分，棲息在中底層水域。

## 扩展阅读
維基物種上的相關：點紋銀鮈